# Praeplanctonioidea
Praeplanctonioidea, inicialmente denominada Praeplanctoniacea, es una superfamilia de foraminíferos del suborden  Buliminina y del orden Buliminida. Su rango cronoestratigráfico abarca desde el Albiense superior (Cretácico inferior) hasta el Turoniense inferior (Cretácico superior).

## Discusión
Clasificaciones previas hubiesen incluido Praeplanctonioidea en el suborden Rotaliina y/o orden Rotaliida.

## Clasificación
Pleurostomellacea incluye a las siguientes familias:
- Familia Praeplanctonidae
- Familia Archaeoguembelitriidae